# 野芥
野芥（のけ）は、福岡県福岡市早良区にある地名。1丁目から8丁目までが設置されている。郵便番号は814-0171。

## 概要
福岡市早良区の中部に位置する。国道263号（通称・早良街道）が南北に走っており、それに沿って多くの商業施設が建ち並んでおり、それ以外の地域は住宅地となっている。また、福岡市地下鉄七隈線が町内の北部を通っており、野芥駅が建設されている。
現行の第9次福岡市基本計画では地域拠点として位置づけられている。なお、1996年に策定された第7次福岡市基本計画では、当地において「コミュニティ機能を主体とした複合的な機能を持つ地域交流センターを整備」すると盛り込まれていた。当該施設については野芥駅周辺での整備が検討されていたが、地権者などとの合意に至らず、結果として野芥駅から直線距離で2km以上離れた四箇田団地に整備されるに至った。

## 歴史

### 町域の変遷
| 住居表示実施後           | 実施年月日         | 住居表示実施前（各大字の一部）                     |
| ------------------------ | ------------------ | -------------------------------------------------- |
| 野芥一丁目から野芥八丁目 | 1983年（昭和58年） | 大字野芥・大字梅林・大字西油山・大字重留・大字西脇 |

## 主な施設
- 福西会病院[3]
- イオン野芥店（マックスバリュエクスプレス野芥駅前店）[4][5]
- マルキョウ野芥店[6]
- マックスバリュエクスプレス野芥店[7]
- ミスターマックスSelect野芥店
- 西福岡テニスクラブ[8]
- 早良第一交通

### 教育施設
- 福岡市立野芥小学校 ※3丁目から8丁目までが同校校区、1丁目から3丁目までは福岡市立田隈小学校の校区となっている[9]。

## 交通

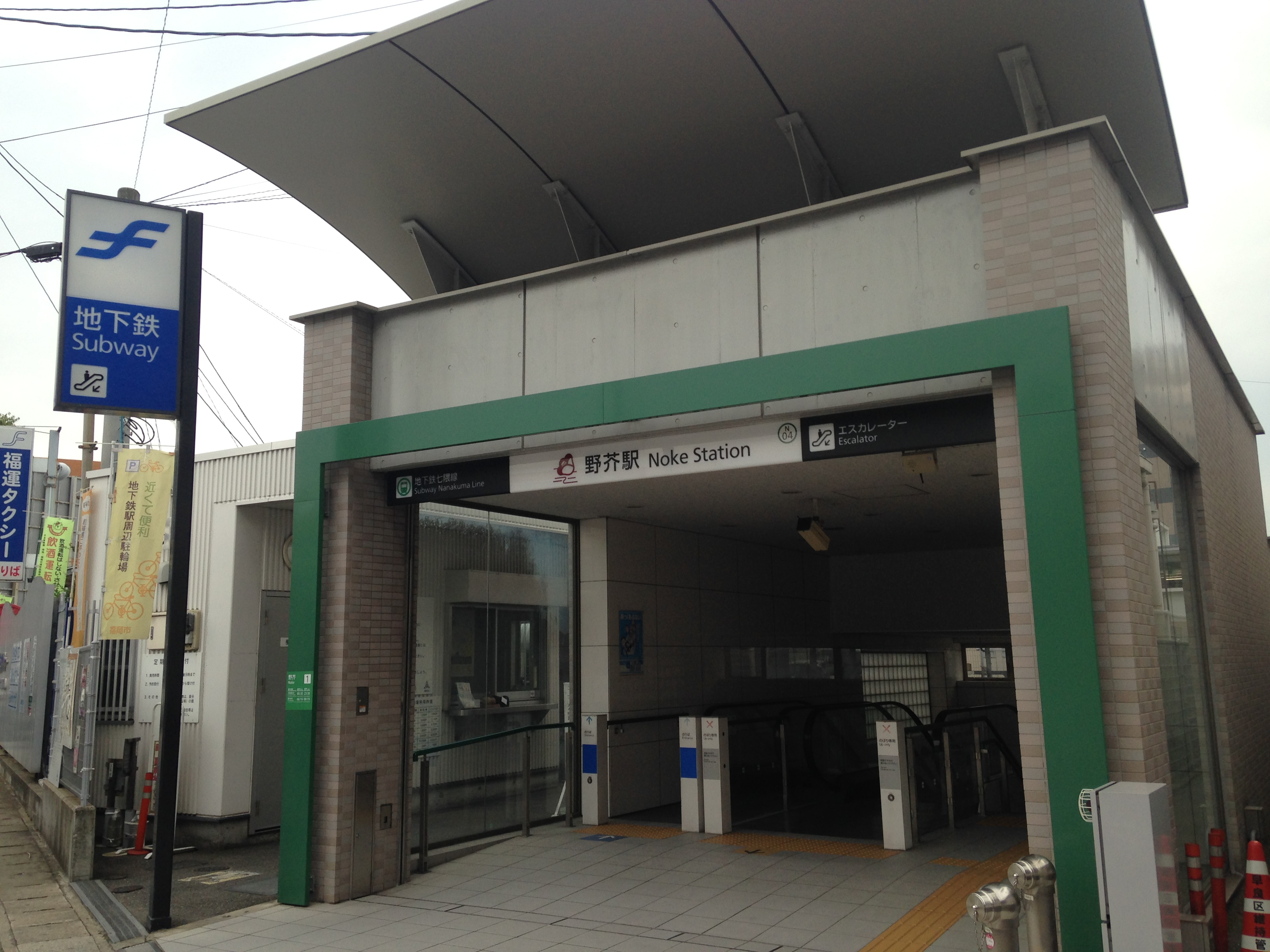
福岡市地下鉄七隈線野芥駅出入口

### 道路
- 国道263号（通称・早良街道）
- 福岡県道49号大野城二丈線
- 福岡高速環状線5号線野芥出入口

### 鉄道
- 福岡市地下鉄七隈線野芥駅

### バス
- 西鉄バス
  - 野芥
  - 野芥駅前
  - 野芥二丁目
  - 野芥三丁目
  - 野芥四丁目
  - 野芥六丁目
  - 早良妙見西口
  - 早良妙見東口
  - 西油山ハイツ